# Nonant
Nonant är en kommun i departementet Calvados i regionen Normandie i norra Frankrike. Kommunen ligger i kantonen Bayeux som ligger i arrondissementet Bayeux. År 2022 hade Nonant 516 invånare.

## Befolkningsutveckling
Antalet invånare i kommunen Nonant
Referens:INSEE